# Amaia Aberasturi
Amaia Aberasturi, all'anagrafe Amaia Aberasturi Franco (Gautegiz Arteaga, 28 aprile 1997), è un'attrice, ballerina e modella spagnola, nota per aver interpretato il ruolo di Ana Ibarguren nel film Il sabba e per quello di Zoa Rey Gómez-Fajardo nella serie Benvenuti a Eden (Bienvenidos a Edén).

## Biografia
Amaia Aberasturi è nata il 28 aprile 1997 a Gautegiz Arteaga, in provincia di Biscaglia, più precisamente nella comunità dei Paesi Baschi (Spagna), da madre Maria Jesús Franco Soria e ha una sorella che si chiama Irune.

## Carriera
Amaia Aberasturi ha conseguito il diploma in cinema e televisione presso il Central de Cine ed ha seguito un corso di body training presso la Clara Méndez-Leite School. Ha completato la sua formazione in vari laboratori di drammaturgia per coreografi, ballerini e creatori di scenografie. Inoltre, si è anche formata in danza contemporanea.
Nel 2010 ha fatto il suo debutto nel mondo del cinema con il ruolo di Leire nel film Los castigadores (Zigortzaileak) diretto da Alfonso Arandia e Arantza Ibarra. Nel 2014 ha ricoperto il ruolo di Juana nella serie in onda su La 1 Víctor Ros. Nello stesso anno ha interpretato il ruolo di Lu nel cortometraggio Bilbao-Bizkaia Ext: Día diretto da Alaitz Arenzana, María Ibarretxe, Luis Marías, Pedro Olea, Javier Rebollo, Mikel Rueda, Enrique Urbizu e Imanol Uribe. Nel 2016 ha ricoperto il ruolo di Sobrina nel cortometraggio Hasiera diretto da Felipe Ugarte.
Nel 2017 ha recitato nei cortometraggi Ane y las estrellas diretto da Karlos Alastruey (nel ruolo di Gaua) e in Habitación 303 diretto da Jorge Naranjo (nel ruolo di Amaia). L'anno successivo, nel 2018, ha recitato nei cortometraggi A Palace Between the Clouds diretto da Luis Navarrete (nel ruolo di Ari) e in El hálito de Eir diretto da Karlos Alastruey (nel ruolo di Kali). Nello stesso anno ha interpretato il ruolo di Begoña nel film Vitoria, 3 de marzo diretto da Victor Cabaco e quello di Úrsula nella serie in onda su La 1 Cuéntame cómo pasó.
Nel 2019 ha interpretato il ruolo di Janax nella serie in onda su La 1 Hospital Valle Norte. Nello stesso anno ha ricoperto il ruolo di Carmen nella serie in onda su Antena 3 45 giri (45 Revoluciones). Nel 2020 ha recitato nei film Nora diretto da Lara Izagirre (nel ruolo di Chica) e ne Il sabba (Akelarre) diretto da Pablo Agüero e dove ha ricoperto il ruolo di Ana Ibarguren. Per quest'ultima interpretazione nel film, è stata nominata alla trentacinquesima edizione del Premio Goya come Miglior attrice protagonista, oltre che al Premio Feroz come Miglior attrice protagonista e ai Premi del Circolo degli scrittori di cinema come Miglior attrice esordiente. Nello stesso anno ha interpretato il ruolo di Sara da giovane nel cortometraggio Los honores diretto da Sergio Barrejón. Sempre nel 2020 ha partecipato ai programmi televisivi Días de cine (in onda su La 2), in La resistencia e in Quan arribin els marcians.
Nel 2022 ha ricoperto il ruolo di Sandra nella miniserie di Atresplayer Premium La edad de la ira. Nello stesso anno ha preso parte ai programmi televisivi El Hormiguero (in onda su Antena 3) e La Roca (in onda su La Sexta) e al game show Pasapalabra (in onda su Antena 3). Nel 2022 e nel 2023 è stata scelta per interpretare il ruolo Zoa Rey Gómez-Fajardo nella serie di Netflix Benvenuti a Eden (Bienvenidos a Edén), insieme alle attrici Amaia Salamanca, Berta Castañé, Ana Mena, Berta Vázquez, Belinda e Begoña Vargas. Nel 2024 ha ricoperto il ruolo di Lucía de Avellaneda nella serie in onda su Antena 3 Beguinas, accanto all'attore Yon González.

## Filmografia

### Cinema
- Los castigadores (Zigortzaileak), regia di Alfonso Arandia e Arantza Ibarra (2010)
- Los huérfanos (Umezurtzak), regia di Ernesto Del Río (2015)
- Vitoria, 3 de marzo, regia di Victor Cabaco (2018)
- Nora, regia di Lara Izagirre (2020)
- Il sabba (Akelarre), regia di Pablo Agüero (2020)

### Televisione
- Víctor Ros – serie TV, 2 episodi (La 1, 2014)
- Cuéntame cómo pasó – serie TV, 1 episodio (La 1, 2018)
- Hospital Valle Norte – serie TV, 1 episodio (La 1, 2019)
- 45 giri (45 Revoluciones) – serie TV, 6 episodi (Antena 3, 2019)
- La edad de la ira – miniserie TV, 4 episodi (Atresplayer Premium, 2022)
- Benvenuti a Eden (Bienvenidos a Edén) – serie TV, 16 episodi (Netflix, 2022-2023)
- Beguinas – serie TV, 10 episodi (Antena 3, 2024)

### Cortometraggi
- Bilbao-Bizkaia Ext: Día, regia di Alaitz Arenzana, María Ibarretxe, Luis Marías, Pedro Olea, Javier Rebollo, Mikel Rueda, Enrique Urbizu e Imanol Uribe (2015)
- Hasiera, regia di Felipe Ugarte (2016)
- Ane y las estrellas, regia di Karlos Alastruey (2017)
- Habitación 303, regia di Jorge Naranjo (2017)
- A Palace Between the Clouds, regia di Luis Navarrete (2018)
- El hálito de Eir, regia di Karlos Alastruey (2018)
- Los honores, regia di Sergio Barrejón (2020)

## Programmi televisivi
- Días de cine (La 2, 2020)
- La resistencia (2020)
- Quan arribin els marcians (2020)
- El Hormiguero (Antena 3, 2022)
- La Roca (La Sexta, 2022)
- Pasapalabra (Antena 3, 2022)

## Doppiatrici italiane
Nelle versioni in italiano dei suoi film e delle sue serie TV, Amaia Aberasturi è stata doppiata da:
- Margherita De Risi[30] ne Il sabba[31]
- Sara Labidi[32] in Benvenuti a Eden[33]

## Riconoscimenti
- Critici cinematografici del Messico
  - 2021: Candidata come Miglior attrice per il film Il sabba (Akelarre)

- Premi del Circolo degli scrittori di cinema
  - 2021: Candidata come Miglior attrice esordiente per il film Il sabba (Akelarre)[18]

- Premio Feroz
  - 2021: Candidata come Miglior attrice protagonista per il film Il sabba (Akelarre)[34]

- Premio Goya
  - 2021: Candidata come Miglior attrice protagonista per il film Il sabba (Akelarre)[35]